# 卵胞刺激ホルモン

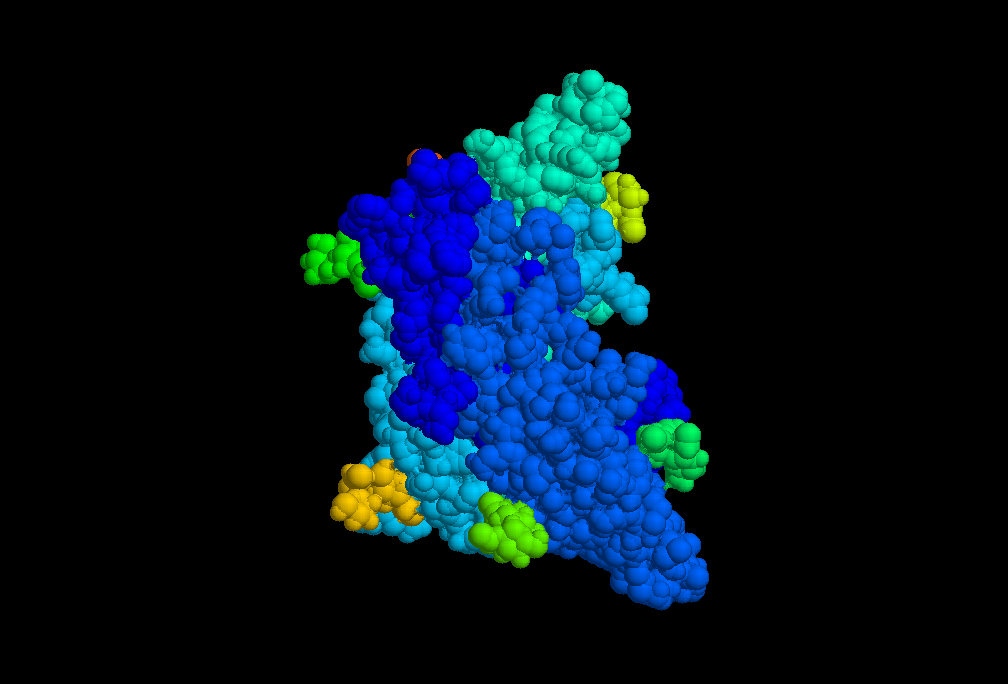
卵胞刺激ホルモン

卵胞刺激ホルモン(らんほうしげきホルモン, 英語: Follicle stimulating hormone, FSH)または濾胞(ろほう)刺激ホルモンは脳下垂体前葉の性腺刺激ホルモン産生細胞で合成・分泌されるホルモンである。卵巣内で未成熟の卵胞の成長を刺激し成熟させる。卵胞は成長するとインヒビンを分泌しFSH産生を遮断する。男性において、FSHは精巣のセルトリ細胞のアンドロゲン結合タンパク質の産生を増幅し、これは精子形成に重要である。

## 構造
FSHは糖タンパク質で二量体のタンパク質サブユニットのそれぞれが糖へ結合している。その構造は黄体形成ホルモン（LH）、甲状腺刺激ホルモン（TSH）、ヒト絨毛性ゴナドトロピン（hCG）と類似している。タンパク質二量体にはα及びβサブユニットと呼ばれる2つのポリペプチドユニットが含まれる。LH、FSH、TSH、hCGのαサブユニットは同一で92のアミノ酸からなる。βサブユニットは異なっており、FSHでは118のアミノ酸からなり、特異な生物学的作用を与えて、FSH受容体との相互作用の源となっている。このホルモンの糖の部分はフルクトース、ガラクトース、マンノース。ガラクトサミン、グルコサミン、及び生物学的半減期へ重要であるシアル酸から成る。FSHの半減期は3~4時間である。

## 遺伝子
αサブユニットの遺伝子は染色体の6p21.1-23へ位置し、異なる種類の細胞で発現している。βサブユニットは11p13に位置しており、脳下垂体の性腺刺激ホルモン産生細胞で発現する。そして、性腺刺激ホルモン放出ホルモン（GnRH）にコントロール、インヒビンに抑制、アクチビンに増幅される。

## 活性
男女両方でFSHは生殖細胞の成熟を刺激する。女性ではエストロゲンの産生を刺激する。
また、FSHは卵胞の成長と同時にインヒビンBの上昇、FSH水準の低下を開始させる。それは排卵へ進む最も発達した卵胞を一つだけ選ぶために重要な様である。

## FSH活性の欠乏
1. カルマン症候群
2. 視床下部抑制
3. 下垂体機能不全
4. 高プロラクチン血症
5. 性腺刺激ホルモン欠損症
6. 性腺抑制療法
  1. GnRHアンタゴニスト
  2. GnRHアゴニスト（ダウンレギュレーション）

## FSH活性の過多
1. 下垂体腫瘍
2. 性腺機能不全

## 市販
尿中のヒト下垂体性性腺刺激ホルモンの製剤でFSHがLHと混合されたもの（hMG）、精製されたFSH（pureFSH)、遺伝子組換え製品（Follitropin）が市販されている。
2019年現在、処方箋医薬品で薬価収載されている医薬品は、
- 下垂体性性腺刺激ホルモン注射用は、FSHとLHの生物活性比が約1のhMG製剤、ヒト尿由来で、卵胞成熟ホルモン（FSH）の単位数で規程されており、商品名はHMGフェリング、HMG注テイゾー（旧・パーゴナル）、HMG筋注用F（富士薬品）
- 下垂体性性腺刺激ホルモン注射用のうち精製されたFSH（pureFSH)は、商品名はフォリルモンP注、ゴナピュール注。
- フォリトロピンアルファ（遺伝子組換え）注射用は遺伝子組換えFSH（recombinant FHS; rFSH)で、商品名はゴナールエフ（Gonal-f)。

薬価基準未収載の医薬品は、
- フォリトロピンベータ（遺伝子組換え）注射液は、rFSHで、商品名はフォリスチム（Follistim)